# Christian Krollmann
Christian Anton Christoph Krollmann (* 11. Februar 1866 in Bremen; † 19. Juli 1944 in Königsberg) war ein deutscher Philologe, Bibliothekar und Archivar. Er galt als einer der größten Kenner von Ostpreußens Landesgeschichte.

## Leben
Krollmann studierte Philologie in Marburg, München und Halle sowie Geschichtswissenschaft an der Albertus-Universität Königsberg, wo er 1904 zum Dr. phil. promoviert wurde. 1902 wurde er Archivar des Fürsten Dohna in Schlobitten. Seit 1917 Stadtbibliothekar, wurde er 1924 Leiter der Stadtbibliothek Königsberg und des Stadtarchivs Königsberg. 1934 wurde er pensioniert.
1923 war er Mitbegründer der Historischen Kommission für ost- und westpreußische Landesforschung, mit der er  die Altpreußische Biographie begründete. Ihre Drucklegung hat er noch bis „P“ erlebt.
Krollmann war seit seinem Studium Mitglied und später Alter Herr des Klassisch-Philologischen Vereins Halle im Naumburger Kartellverband.

## Schriften
- Die Begründung des Defensionswerks im Herzogtum Preußen unter dem Markgrafen Georg Friedrich und dem Kurfürsten Joachim Friedrich (zugleich phil. Diss. an der Albertus-Universität Königsberg i. Pr.). I. Teil, Berlin 1904.
- Ostpreußens Burgen, Berlin 1905.
- Der Besitz der Toten Hand im Kreise Preußisch-Holland zur Zeit des Deutschen Ordens, Sitz Berlin des Verbandes für Geschichte von Ost- und Westpreußen 10 (1917), S. 11–12
- Die Wiederherstellung des Epitaphs Peters Burggrafen zu Dohna aus der evangelischen Kirche in Mohrungen. In: Oberländische Geschichtsblätter, Heft 6, Königsberg 1904, S. 81–94.
- Schlobitter Erinnerungen an das Jahr 1807. In: Oberländische Geschichtsblätter. Heft 9, Königsberg 1907, S. 1–13.
- Das Defensionswerk im Herzogtum Preußen. II. Teil. Das Defensionswerk unter dem Kurfürsten Johann Sigismund. Berlin 1908.
- König Friedrich Wilhelm III. und Königin Luise in Schlobitten 1802. In: Oberländische Geschichtsblätter, Bd. 3 (Heft 11–15), Königsberg 1909–1913.
- Das Heilige-Geist-Hospital zu Preußisch-Holland im Mittelalter. In: Altpreußische Monatsschrift 53 (1917), S. 466–482.
- Geschichte der Stadtbibliothek zu Königsberg, Königsberg 1929.
- Politische Geschichte des Deutschen Ordens in Preußen, Königsberg 1932.
- Die Entstehung der Stadt Königsberg <Pr.>, Ost-Europa-Verlag, Königsberg, Berlin 1939.

Als Herausgeber
- Die Selbstbiographie des Burggrafen Fabian zu Dohna (1550-1621) nebst Aktenstücken zur Geschichte der Sukzession der Kurfürsten von Brandenburg in Preußen aus dem fürstlich dohnaschen Hausarchive zu Schlobitten, Leipzig 1905.
- Landwehrbriefe 1813. Ein Denkmal der Erinnerung an den Burggrafen Ludwig zu Dohna-Schlobitten. In: Quellen und Darstellungen zur Geschichte Westpreußens, Bd. 9, Danzig 1913.
- Altpreußische Biographie, Königsberg 1936.

- Krollmann, Christian, A., Chr. In: Robert Volz: Reichshandbuch der deutschen Gesellschaft. Das Handbuch der Persönlichkeiten in Wort und Bild. Band 1: A–K. Deutscher Wirtschaftsverlag, Berlin 1930, DNB 453960286, S. 1022.